# Ammi topalii
Ammi topalii là một loài thực vật có hoa trong họ Hoa tán. Loài này được Beauverd mô tả khoa học đầu tiên năm 1937.